# Picadeta
La picadeta (en pronúncia valencianomerdional, picaeta) és un entremès típic dels llauradors al País Valencià, i es pren abans de qualsevol àpat, llevat del desdejuni, per a obrir la fam o «fer boca». La picaeta tradicional es compon de tramussos, cacauets i salmorra (olives, carlota, pebrera, floricol, cogombrets, etc. en aigua salada), i ocasionalment, anxoves. A la ciutat de València també és costum menjar tellines com a picadeta abans de la paella. En l'actualitat, s'hi inclou papes (creïlles fregides) i fruits secs. Aquest àpat és el tradicional entremès valencià que predata a la tapa, que per altra banda són millor valorades davant de la picaeta de pobres. Per tant, trobem la picaeta als bars i tavernes més que no als restaurants.